# الخط الأحمر (مسلسل)
الخط الأحمر مسلسل تلفزيوني سوري، وهو الجزء الثاني لمسلسل حاجز الصمت، أُنتج في رمضان سنة 2008، من تأليف هاني السعدي، وإخراج يوسف رزق،  وإنتاج «يوسف رزق للإنتاج الفني» و«طيف للإنتاج الفني» وعرض لأول مرة على قناة الديرة الفضائية وقناة إنفينيتي.

## بطولة
| - نادين الخوري - فاديا خطاب - عبد الفتاح المزين - سليم صبري - الليث المفتي - ميلاد يوسف - صفاء رقماني - باسم ياخور - أمانة والي - دينا هارون - قاسم ملحو - إمارات رزق - روعة ياسين - نضال سيجري - تيسير إدريس - سليم كلاس - لويز عبد الكريم - محمد حداقي | - حسام عيد - أحمد رافع - سامر المصري - نجاح حفيظ - أماني الحكيم - شادي زيدان - سليمان رزق - ربى السعدي - رامز عطا الله - قمر مرتضى - جورج حداد - أمية ملص. |